# Bissey-la-Côte
Bissey-la-Côte är en kommun i departementet Côte-d'Or i regionen Bourgogne-Franche-Comté i östra Frankrike. Kommunen ligger i kantonen Montigny-sur-Aube som tillhör arrondissementet Montbard. År 2022 hade Bissey-la-Côte 132 invånare.

## Befolkningsutveckling
Antalet invånare i kommunen Bissey-la-Côte
Referens:INSEE